# Nikolaus Thielen
Nikolaus Thielen (né le 22 novembre 1901 à Sankt Sebastian et mort le 6 janvier 1944 à  Mauthausen), est un homme politique allemand appartenant au Parti communiste (KPD). Il a été député du Reichstag de 1926 à 1933.

## Biographie
De 1908 à 1916, Nikolaus Thielen fréquente l'école primaire. Il suit ensuite une formation de machiniste. De 1916 à 1919, il travaille comme chauffeur, puis comme machiniste. En raison de l'inflation allemande de 1914 à 1923, Thielen, syndiqué depuis 1918, se retrouve au chômage. Il adhère d'abord au Parti social-démocrate d'Allemagne (SPD). En 1923, il passe au Parti communiste d'Allemagne (KPD), au sein duquel il occupe de nombreux postes au cours des années suivantes. Thielen est élu conseiller municipal à Vallendar en 1929. Il devient également membre du Parlement du Land de Coblence. En outre, il est instructeur pour son parti dans le district de Coblence-Trèves-Eifel.
En 1932, Thielen est secrétaire d’arrondissement du KPD à Coblence. Aux élections au Reichstag de juillet 1932, il est élu député de la circonscription électorale no 20 (Cologne-Aix-la-Chapelle) au  Reichstag.
Après l'incendie du Reichstag, dans la nuit du 27 au 28 février 1933, Nikolaus Thielen échappe au mandat d'arrêt de tous les députés communistes du Reichstag en se réfugiant en Sarre. La direction du district du KPD à Sarrebruck lui demande finalement  de revenir à Berlin pour participer aux activités du KPD clandestin. Après avoir refusé, Thielen revient à Berlin sous la menace d'une exclusion du parti. Il y est arrêté le 20 septembre 1934, un jour après son arrivée, avec trois autres communistes lors d'une réunion illégale place Breitenbach.
Le 2 juillet 1935, il est condamné par le Volksgerichtshof à 15 ans de pénitencier et à dix ans de perte de l'honneur pour avoir « fomenté une haute trahison ». Il a purgé sa peine à la prison de Siegburg. Après trois ans de détention, sa femme Sophie demande en vain une remise de peine.
Le 18 novembre 1943, Thielen est transféré dans le camp de concentration de Mauthausen. Selon la direction du camp, il serait mort le 6 janvier 1944 d'une insuffisance cardiaque.

## Souvenirs

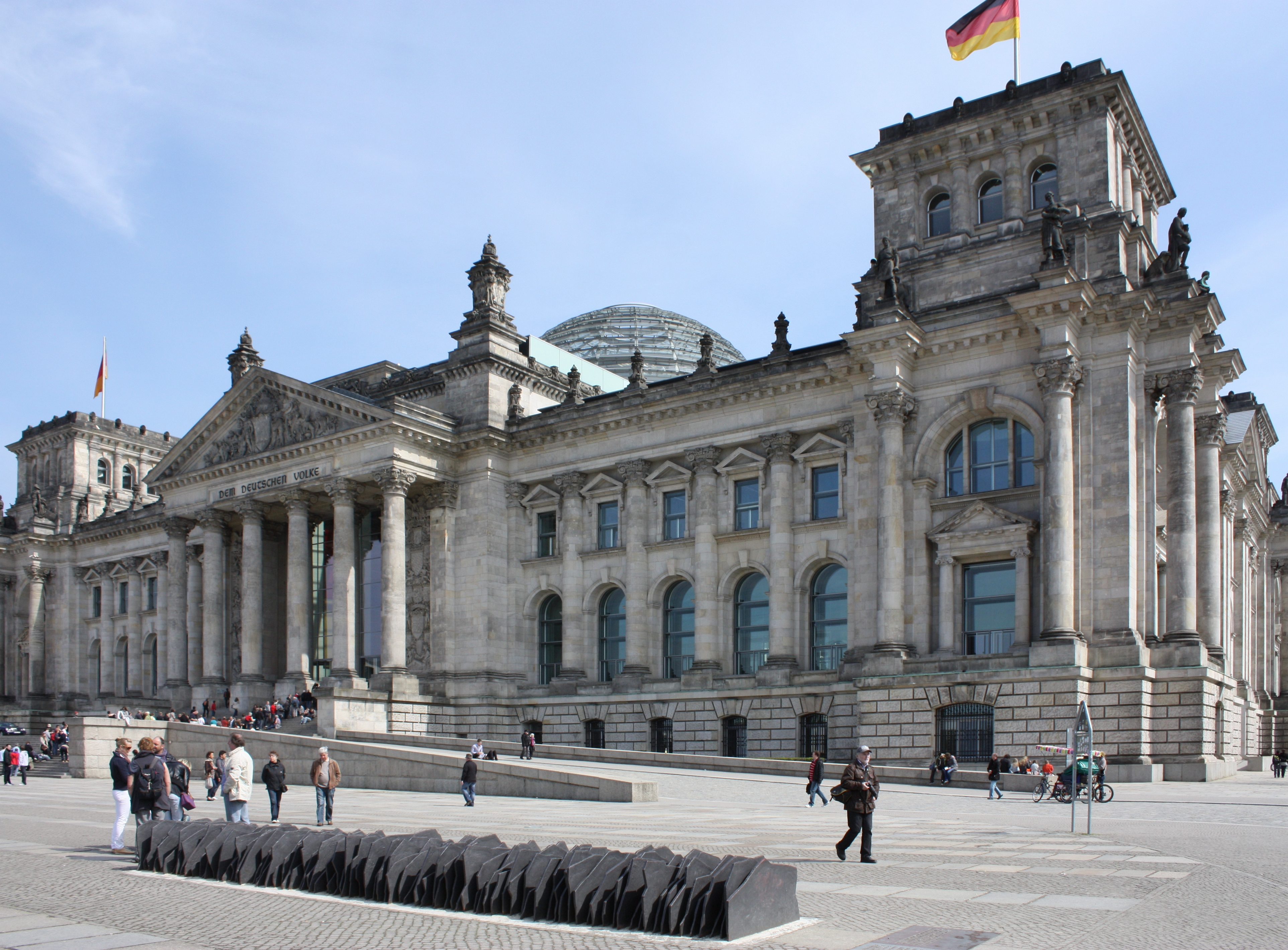
Mémorial en souvenir des 96 membres du Reichstag assassinés par les nazis à proximité du Reichstag de Berlin.

Une rue de Vallendar porte son nom. 
Thielen figure au Mémorial en souvenir des 96 membres du Reichstag assassinés par les nazis à proximité du Reichstag de Berlin.